# Division 2 1997/98
Die Division 2 1997/98 war die 59. Austragung der zweithöchsten französischen Fußballliga. Es handelte sich dabei um eine Liga ausschließlich mit Profimannschaften.
Gespielt wurde vom 2. August 1997 bis zum 8. Mai 1998. Zweitligameister wurde AS Nancy.

## Vereine
Teilnahmeberechtigt waren die 16 Vereine, die nach der vorangegangenen Spielzeit weder in die erste Division auf- noch in die dritte Liga (National) oder tiefer abgestiegen waren; dazu kamen vier Erstligaabsteiger und zwei Aufsteiger aus der National.
Somit spielten in dieser Saison folgende 22 Mannschaften um die Meisterschaft der Division 2:
- vier aus dem Norden (Absteiger OSC Lille, Aufsteiger ES Wasquehal, AS Beauvais, SC Amiens)
- zwei aus dem Großraum Paris und der Champagne-Ardenne (AS Red Star, Association Troyes AC)
- drei aus dem Nordosten (Absteiger AS Nancy, FC Mulhouse, FC Sochaux)
- vier aus dem Nordwesten (Absteiger SM Caen, Stade Laval, Le Mans UC, FC Lorient)
- zwei aus dem Zentrum (CS Louhans-Cuiseaux, FC Gueugnon)
- eine aus dem Südwesten (Chamois Niort)
- sechs aus dem Südosten (AS Saint-Étienne, USJOA Valence, Aufsteiger Olympique Nîmes, FC Martigues, Sporting Toulon, Absteiger OGC Nizza)

Direkt aufstiegsberechtigt waren diesmal wieder die drei erstplatzierten Klubs. Hingegen wurden die vier Absteiger erneut durch lediglich zwei Drittligaaufsteiger ersetzt, weil die zweite Division auf 20 Teilnehmer reduziert werden sollte.

## Saisonverlauf
Jede Mannschaft trug gegen jeden Gruppengegner ein Hin- und ein Rückspiel aus, einmal vor eigenem Publikum und einmal auswärts. Es galt die Drei-Punkte-Regel; bei Punktgleichheit gab die Tordifferenz den Ausschlag für die Platzierung.
Vorjahresabsteiger Nancy und – zum ersten Mal in seiner Vereinsgeschichte – der FC Lorient standen vergleichsweise frühzeitig als Aufsteiger fest; um den dritten Tabellenrang gab es hingegen ein erst am 42. Spieltag entschiedenes Rennen zwischen gleich vier Mannschaften, in dem der Peugeot-„Werksklub“ aus Sochaux sich knapp gegen Absteiger Lille durchsetzte. Ebenfalls erst am Saisonende fiel die letzte Entscheidung darüber, wer Mulhouse, Martigues und Toulon in die dritte Division würde begleiten müssen. Es traf schließlich die „Dorfkicker“ aus Louhans und Cuiseaux, so dass unter anderem dem französischen Rekordmeister AS Saint-Étienne dieses Los erspart blieb. Das Hauptaugenmerk der fußballinteressierten Öffentlichkeit richtete sich allerdings weniger auf die Entscheidungen in der Division 2 als vielmehr auf die unmittelbar nach Saisonschluss beginnende Weltmeisterschaftsendrunde im eigenen Land.
In den 462 Begegnungen wurden 1.083 Treffer erzielt; das entspricht einem Mittelwert von 2,34 Toren je Spiel. Erfolgreichster Torschütze und damit Gewinner der Liga-Torjägerkrone war Réginald Ray aus Le Mans mit 20 Treffern. Zu erwähnen ist, dass die „Armenier“ aus Valence mit ihren 22 unentschiedenen Partien einen neuen Ligarekord aufstellten. Zur folgenden Spielzeit kamen mit En Avant Guingamp, La Berrichonne Châteauroux und der AS Cannes drei Absteiger aus der Division 1 hinzu; aus der dritthöchsten Liga stiegen zwei Mannschaften auf, nämlich AC Ajaccio und CS Sedan.

## Abschlusstabelle
| Pl. | Verein                | Sp. | S  | U  | N  | Tore    | Diff. | Punkte |
| --- | --------------------- | --- | -- | -- | -- | ------- | ----- | ------ |
| 1.  | AS Nancy (A)          | 42  | 20 | 16 | 6  | 064:370 | +27   | 76     |
| 2.  | FC Lorient            | 42  | 21 | 12 | 9  | 068:380 | +30   | 75     |
| 3.  | FC Sochaux            | 42  | 18 | 12 | 12 | 056:370 | +19   | 66     |
| 4.  | OSC Lille (A)         | 42  | 17 | 14 | 11 | 062:440 | +18   | 65     |
| 5.  | Association Troyes AC | 42  | 16 | 15 | 11 | 048:380 | +10   | 63     |
| 6.  | Le Mans UC            | 42  | 16 | 14 | 12 | 054:460 | +8    | 62     |
| 7.  | USJOA Valence         | 42  | 12 | 22 | 8  | 051:450 | +6    | 58     |
| 8.  | AS Red Star           | 42  | 15 | 12 | 15 | 051:610 | −10   | 57     |
| 9.  | SM Caen (A)           | 42  | 15 | 11 | 16 | 061:550 | +6    | 56     |
| 10. | Chamois Niort         | 42  | 12 | 19 | 11 | 042:380 | +4    | 55     |
| 11. | FC Gueugnon           | 42  | 16 | 7  | 19 | 047:540 | −7    | 55     |
| 12. | SC Amiens             | 42  | 14 | 13 | 15 | 040:490 | −9    | 55     |
| 13. | Stade Laval           | 42  | 14 | 12 | 16 | 050:480 | +2    | 54     |
| 14. | OGC Nizza (A)         | 42  | 11 | 19 | 12 | 040:400 | ±0    | 52     |
| 15. | Olympique Nîmes (N)   | 42  | 13 | 13 | 16 | 041:510 | −10   | 52     |
| 16. | AS Beauvais           | 42  | 11 | 18 | 13 | 040:470 | −7    | 51     |
| 17. | AS Saint-Étienne      | 42  | 12 | 15 | 15 | 047:600 | −13   | 51     |
| 18. | ES Wasquehal (N)      | 42  | 14 | 9  | 19 | 049:630 | −14   | 51     |
| 19. | CS Louhans-Cuiseaux   | 42  | 13 | 10 | 19 | 041:510 | −10   | 49     |
| 20. | Sporting Toulon       | 42  | 12 | 10 | 20 | 043:620 | −19   | 46     |
| 21. | FC Martigues          | 42  | 10 | 15 | 17 | 037:630 | −26   | 45     |
| 22. | FC Mulhouse           | 42  | 9  | 14 | 19 | 051:560 | −5    | 41     |

Platzierungskriterien: 1. Punkte – 2. Tordifferenz – 3. geschossene Tore

| (A) | Absteiger aus der Division 1 1996/97 |
| (N) | Neuaufsteiger                        |